# Дэвис, Кишон
Кейшон Дэвис (англ. Keyshawn Davis; род. 28 февраля 1999, Норфолк, Виргиния, США) — американский боксёр-профессионал, выступающий в лёгкой и в первой полусредней весовых категориях. Серебряный призёр Олимпийских игр 2020 года, серебряный призёр чемпионата мира (2019), серебряный призёр Панамериканских игр (2019) в любителях. Среди профессионалов действующий чемпион IBF Inter-Continental (2024—н. в.), бывший чемпион по версии WBO Inter-Continental (2022—2024), и бывший чемпион по версии WBC USA (2023—2025) в лёгком весе.
Лучшая позиция по рейтингу BoxRec — 7-я (февраль 2024) и является 4-м среди американских боксёров лёгкой весовой категории, — входя в ТОП-10 лучших легковесов всего мира.

## Любительская карьера
Кейшон Дэвис выступает в лёгкой весовой категории.
На Панамериканских играх в 2019 году в столице Перу он завоевал серебряную медаль, уступив в финале кубинскому боксёру Энди Крузу.
На чемпионате мира 2019 года в Екатеринбурге Дэвис дошёл до финала, в котором вновь уступил кубинскому боксёру Энди Крусу, тем самым завоевал серебряную медаль чемпионата мира. По ходу турнира выбил из борьбы за награды таких боксёров, как армянина Оганеса Бачкова, узбека Элнура Абдураимова.

### Олимпийские игры 2020 года
В 2021 году прошёл квалификацию на Олимпийские игры 2020 года, и в июле 2021 года стал участником Олимпийских игр в Токио. Соревновался в весе до 63 кг и в 1/8 финала техническим нокаутом во 2-м раунде победил опытного француза Софьяна Умиа, в четвертьфинале, в конкурентном бою по очкам решением большинства судей (счёт: 4:1) победил россиянина Габил Мамедов, в полуфинале по очкам победил армянина Оганеса Бачкова, но в финале, в конкурентном бою по очкам решением большинства судей (счёт: 1:4) опять проиграл кубинцу Энди Крусу, и стал серебряным призёром Олимпиады 2020 года.

## Профессиональная карьера
27 февраля 2021 года в Майами-Гарденсе (США) дебютировал на профессиональном ринге, досрочно техническим нокаутом во 2-м раунде победив опытного боксёра с Багамских Островов Лестера Брауна (4-2-3).
11 декабря 2021 года в Нью-Йорке (США) досрочно ярким техническим нокаутом во 2-м раунде победил опытного мексиканца Хосе Сарагосу (8-3-1).

#### Элиминатор поIBF
8 ноября 2024 года в Норфолке (США) в главном бою вечера вышел на претендентский бой по линии IBF против 5-го номера рейтинга аргентинца Густаво Лемоса (29-2, 19 КО). Накануне боя соперник провалил взвешивание на 3 кг, а в бою весил 70.4 кг. Несмотря на это бой состоялся и закончился разгромной победой Дэвиса, который стал обязательным претендентом на титул Ломаченко. Первый раунд Лемос пытался давить, шёл вперёд выбрасывая размашистые боковые. Кейшон отметился парой точных попаданий. Второй раунд начался с нокдауна правым прямым от Кейшона, почти сразу аргентинец получил второй нокдаун от левого снизу. Он смог встать, но пропустив двойку был окончательно нокаутирован.

### Бой с Денисом Беринчиком
14 февраля 2025 года в Нью-Йорке (США) в боксерском вечере Боба Арума завоевал титул чемпиона мира по версии WBO досрочно победив Дениса Беринчика.

## Статистика профессиональных боёв
В таблице перечислены результаты всех поединков боксёров.
В каждой строке указан результат поединка. Дополнительно номер поединка обозначен цветом, который обозначает итог поединка. Расшифровка обозначений и цветов представлена в нижеследующей таблице.
| Пример | Расшифровка                     |
| ------ | ------------------------------- |
|        | Победа                          |
|        | Ничья                           |
|        | Поражение                       |
|        | Планируемый поединок            |
|        | Поединок признан несостоявшимся |
| КО     | Нокаут                          |
| ТКО    | Технический нокаут              |
| PTS    | Решение судей (по очкам)        |
| UD     | Единогласное решение судей      |
| MD     | Решение большинства судей       |
| SD     | Раздельное решение судей        |
| RTD    | Отказ от продолжения боя        |
| DQ     | Дисквалификация                 |
| NC     | Поединок признан несостоявшимся |

| 14 поединков, 13 побед (9 нокаутом), 1 несостоявшийся. | 14 поединков, 13 побед (9 нокаутом), 1 несостоявшийся. | 14 поединков, 13 побед (9 нокаутом), 1 несостоявшийся. | 14 поединков, 13 побед (9 нокаутом), 1 несостоявшийся. | 14 поединков, 13 побед (9 нокаутом), 1 несостоявшийся. | 14 поединков, 13 побед (9 нокаутом), 1 несостоявшийся. | 14 поединков, 13 побед (9 нокаутом), 1 несостоявшийся. |
| Бой                                                    | Рекорд                                                 | Дата боя                                               | Соперник                                               | Место проведения боя                                   | Результат                                              | Дополнительно |
| ------------------------------------------------------ | ------------------------------------------------------ | ------------------------------------------------------ | ------------------------------------------------------ | ------------------------------------------------------ | ------------------------------------------------------ | --- |
| 14                                                     | 13-0                                                   | 14 февраля 2025                                        | Денис Беринчик (19-0)                                  | Madison Square Garden, Нью-Йорк, США                   | KO 4 (12), 1:45                                        | Бой за титул чемпиона мира по версии WBO в лёгком весе (1-я защита Беринчика). Беринчик в нокдауне в 3-м раунде |
| 13                                                     | 12-0                                                   | 8 ноября 2024                                          | Густаво Даниэль Лемос                                  | Scope Arena, Норфолк, Виргиния, США                    | KO 2 (10), 1:08                                        | Бой за титул по версиям IBF Inter-Continental (вакантный), WBO Inter-Continental, WBC USA |
| 12                                                     | 11-0                                                   | 6 июля 2024                                            | Мигель Мадуено                                         | Prudential Center, Ньюарк, Нью-Джерси, США             | UD 10                                                  | Бой за титул по версиям IBF USBA, WBC USA, WBO Inter-Continental в лёгком весе. Счёт судей: 99-91 (трижды). |
| 11                                                     | 10-0                                                   | 8 февраля 2024                                         | Хосе Педраса                                           | Michelob Ultra Arena, Лас-Вегас, США                   | TKO 6 (10), 1:09                                       | Бой за титул по версиям IBF USBA, WBC USA, WBO Inter-Continental в лёгком весе. |
| 10                                                     | 9-0                                                    | 14 октября 2023                                        | Нахир Олбрайт (16-2)                                   | Fort Bend Epicenter Розенберг, США                     | NC                                                     | Бой за титул по версиям WBO Inter-Continental (3-я защита Дэвиса) и WBC USA (2-я защита Дэвиса) в легком весе. Счёт судей: 95-95, 96-94, 97-93. Позже бой был признан несостоявшиймся из-за положительного теста Дэвиса на марихуану. |
| 9                                                      | 9-0                                                    | 22 июля 2023                                           | Франческо Патера (28-3)                                | Firelake Arena, Шони, Оклахома, США                    | UD 10                                                  | Защитил титулы чемпиона по версии WBC USA (1-я защита Дэвиса), и чемпиона по версии WBO Inter-Continental (2-я защита Дэвиса) в лёгком весе. Счёт судей: 99-90, 100-89 (дважды).                                                      |
| 8                                                      | 8-0                                                    | 8 апреля 2023                                          | Энтони Йигит (26-2-1)                                  | Пруденшал-центр, Ньюарк, Нью-Джерси, США               | TKO 9 (10), 0:21                                       | Завоевал вакантный титул чемпиона США по версии WBC USA, и защитил титул чемпиона по версии WBO Inter-Continental (1-я защита Дэвиса) в лёгком весе.                                                                                  |
| 7                                                      | 7-0                                                    | 10 декабря 2022                                        | Хуан Карлос Бургос (35-6-3)                            | Мэдисон-сквер-гарден, Манхэттен, Нью-Йорк, США         | UD 8                                                   | Счёт: 80-72 (трижды). Завоевал вакантный титул чемпиона по версии WBO Inter-Continental в лёгком весе. |
| 6                                                      | 6-0                                                    | 23 сентября 2022                                       | Омар Тиенда Бахена (25-5)                              | Пруденшал-центр, Ньюарк, Нью-Джерси, США               | TKO 5 (8), 1:38                                        | |
| 5                                                      | 5-0                                                    | 30 апреля 2022                                         | Эстебан Санчес (18-1)                                  | MGM Grand Garden Arena, Лас-Вегас, Невада, США         | TKO 6 (8), 2:44                                        | |
| 4                                                      | 4-0                                                    | 11 декабря 2021                                        | Хосе Сарагоса (8-3-1)                                  | Мэдисон-сквер-гарден, Манхэттен, Нью-Йорк, США         | TKO 2 (6), 2:51                                        | |
| 3                                                      | 3-0                                                    | 8 мая 2021                                             | Хосе Антонио Меса (7-4)                                | AT&T Стэдиум, Арлингтон, Техас, США                    | UD 6                                                   | Счёт судей: 60-54 (трижды). |
| 2                                                      | 2-0                                                    | 3 апреля 2021                                          | Ричман Эшелли (10-1)                                   | Caesars Palace Dubai, Дубай, ОАЭ                       | RTD 4 (6), 3:00                                        | |
| 1                                                      | 1-0                                                    | 27 февраля 2021                                        | Лестер Браун (4-2-3)                                   | Хард Рок-стэдиум, Майами-Гарденс, Флорида, США         | TKO 2 (4), 2:50                                        | Дебют в профессиональном боксе. |
| Бой                                                    | Рекорд                                                 | Дата боя                                               | Соперник                                               | Место проведения боя                                   | Результат                                              | Дополнительно |